# Философское общество Дерби

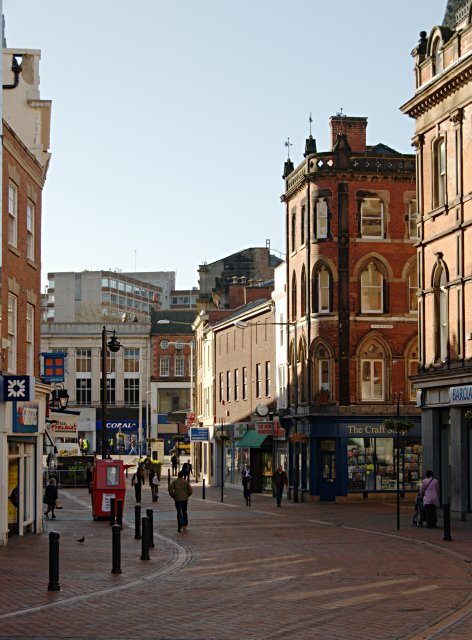
Район Дерби, в котором проходили встречи

Философское общество Дерби (англ. Derby Philosophical Society) — джентльменский клуб в Дерби, основанный в 1783 году Эразмом Дарвином. Клуб имел много выдающихся членов и инициировал открытие первой общей библиотеки в Дерби, которая была открыта для определённых кругов публики.

## История
Клубы и общественные товарищества были очень свойственны общественной жизни георгианской Британии. Многие остро интересовались наукой или, как это называлось, натурфилософией, что сильно способствовало развитию и распространению идей европейского Просвещения. Некоторые из товариществ были неофициальными кружками, но другие являлись высокоорганизованными обществами с правилами и ограничениями, и иногда даже со своими собственными помещениями и зданиями. Однако лишь немногие нажили художественное книжное собрание, научные инструменты или естественные экспонаты, как то через покупку, так и через получение в наследство.
Философское общество Дерби имело среди своих членов таких личностей, как Джон Уайтхёрст, по совместительству влиятельный член бирмингемского общества «Lunar Society» до своего переезда в Лондон в 1775 году. Общество организовало встречи по крайней мере до 1779 года, хотя другие клубы и кружки существовали в городе и до его образования. Другими знакомыми Джона Вайтхёрста были выдающийся художник Джозеф Райт, его друг Питер Перез Бердетт и священник Джошуа Уинтер из Церкви Всех Святых.
Философское общество Дерби было основано в 1783 году Эразмом Дарвином и группой его единомышленников, сразу после того, как он переехал из Личфилда в Дерби и короткого периода, в который он жил со своей новой женой Элизабет. Клуб был торжественно открыт в 1784 году в доме Дарвина на Фул-стрит. Он обратился к членам со словами, в которых он рассказал про свои надежды на развитие общества, что включало в себя приобретение библиотеки и создание публикаций. Предполагается, что он также надеялся провести совместные заседания с «лунатиками», членами бирмингемского «Lunar Society».
У общества было несколько целей, тем не менее, клуб создал значительную коллекцию книг и имел множество гостей, сведения о некоторых из них сохранились в документах .
Общество организовало встречи на Кингс Хэд Ин (King’s Head Inn) неподалёку от дома Дарвина на Фул-стрит, дом 3.
Число членов учредителей в разных источниках колеблется от семи-восьми до десяти человек (Ричард Френч, Снэйд, доктор Джон Холлис Пигот, доктор Джон Беридж, доктор Эразм Дарвин, Томас Гисборн, мистер Фокс и Уильям Стратт). Впрочем, Гисборн и Снэйд не жили в Дерби, поэтому остается ровно семь плюс Эразм Дарвин, деятельность которого стала главной причиной существования клуба. Документация философского общества существует, но часто она отсылает к людям только по фамилиям, что затрудняет идентификацию личности, которая посещала кружок. Задача клуба включала публичные встречи, однако у его членов существовало и множество других интересов, как у Дарвина, связанного с медициной. Позднее членами являлись: Джозиан Веджвуд, Уильям Пикеринг, Чарльз Хоуп, Питер Кромптон, Эразм Дарвин-младший, Роберт Дарвин, Ричард Липер и Генри Хадли, мистер Хадеэн, мистер Фоулер, мистер Джонсон, Сачверел Поул, Уильям Дьюсбери, Роберт Бэйдж и Ричард Архдэйл. Около половины состава были докторами, как Уильям Брукс Джонсон; однако среди прочих были весьма влиятельные люди (сэр Роберт Вилмат, инженер Джедедиах Стратт, поэт и джентльмен сэр Брук Бутби, химик Чарльз Сильвестр, землевладельцы Чарльз Гант, Д'Эвес Коук и Томас Эванс. Кромптон, Липер и Чарльз Хоуп позже стали мэрами Дерби.
После смерти Эразма Дарвина в 1803 году на место президента клуба претендовали Уильям Стратт и Ричард Френч. Местный школьный учитель и философ Уильям Джордж Спенсер был секретарем общества с 1815 года и его сын, философ Герберт Спенсер, вдохновлялся литературной и научной культурой Дерби.
Во время правления обществом Эразм Дарвин жил в доме на Фул-стрит в Дерби. Несмотря на то, что этот дом был снесен, на его месте в 2002 году была установлена мемориальная табличка в честь общественного вклада Дарвина в публичную жизнь города Дерби.
В 1858 году философское общество Дерби переехало в район Вардвик города Дерби и объединилось с Музеем и художественной галереей Дерби.